# Фторид иридия(V)
Фторид иридия(V) — неорганическое соединение,
соль иридия и плавиковой кислоты с формулой IrF5,
жёлтые кристаллы.

## Получение
- Действие фтора на иридий:

{\displaystyle {\mathsf {2Ir+5F_{2}\ {\xrightarrow {380^{o}C}}\ 2IrF_{5}}}}

## Физические свойства
Фторид иридия(V) образует жёлтые кристаллы, которые состоят из тетрамеров [IrF5]4 (Ir4F20).